# نيكا الثعبان الجميل (فلم)
نيكا الثعبان الجميل (بالإنجليزية: Nneka the Pretty Serpent)، هُو فيلم نيجيري صدر سنة 2020.

## وصلات خارجية
- مقالات تستعمل روابط فنية بلا صلة مع ويكي بيانات